# یشیل‌چیفت‌لیک (سلطان‌داغی)
یشیل‌چیفت‌لیک (به ترکی استانبولی: Yeşilçiftlik) یک منطقهٔ مسکونی در ترکیه است که در سلطان‌داغی واقع شده‌است.